# Gallikanizmus
A gallikanizmus francia egyházpolitikai irányzat, amelynek célja az volt, hogy a pápa hatalmát a francia egyházban visszaszorítsa, illetve hogy francia nemzeti egyházat hozzon létre.
A gallikanizmus Franciaországból eredt, és a 18. században Németalföldön is elterjedt. 
Csúcspontját az 1682-es deklarációban érte el (XIV. Lajos / Bossuet → gallikán cikkelyek).

## Története
A gallikanizmus előzményei Szép Fülöpig (1285–1314) nyúlnak vissza, aki Franciaország egyesítésért küzdve összeütközésbe került a pápasággal (VIII. Bonifác) és a pápa világi dolgokba való beavatkozását jogbitorlásnak minősítette.
A gallikanizmus alapelveit VII. Károly idején a bourges-i pragmatica sanctio fogalmazta meg 1438-ban, azt hirdetve, hogy a zsinat a pápa fölött áll, s Franciaországot kivonta a pápa fennhatósága alól.
A 16. század gallikanizmusának két fajtája fejlődött ki :
- politikai gallikanizmus, amelyet jogászok hirdettek; a francia király különleges jogait emelte ki az egyházzal szemben. Legfőbb képviselője Pierre Pithou (wd) (1539–1596). Műveiben azt hangsúlyozta, hogy a királynak jogában áll nemzeti zsinatot összehívni, a pápai nunciusok jogkörét korlátozni, a pápa ellen egyetemes zsinathoz fellebbezni és a placetumot gyakorolni. [2]
- teológiai gallikanizmus főként a Sorbonne egyházi tanárai között hódított. Legjelentősebb képviselője Edmond Richer (wd) (1559–1631) szerint az egyházban a legfőbb hatalom az egyetemes zsinat kezében van. A hitet Krisztus az egyházra bízta. A pápa csak végrehajtja határozatait. A püspökök joghatósága a pápától független. [2]

### Gallikán cikkelyek
XIV. Lajos és XI. Ince pápa között újra konfliktus alakult arról, hogy van-e joga beavatkozni a Szentszéknek a gall egyház ügyeibe. Bossuet fogalmazta meg 1682-ben azt a négypontos nyilatkozatot, amelyben pontosan meghatározták a pápák szellemi és a mindenkori francia királyok világi jogait. Ezek a gallikán cikkelyek néven lettek ismertek : 
- A pápának csak lelki hatalma van. Az uralkodók világi ügyekben nincsenek neki alávetve. Nem teheti le őket, és alattvalóikat sem oldhatja fel a hűségeskü alól.
- A pápa hatalmát korlátozzák az egyetemes zsinatok határozatai. A zsinat a pápa fölött áll.
- A pápai hatalom gyakorlását az egyházi kánonok korlátozzák. Érvényben maradnak a gallikán egyház és királyság törvényei és jogszokásai.
- Hitbeli kérdésekben a legfőbb döntés a pápát illeti, de határozatai akkor tévedhetetlenek, ha azokhoz az egész egyház hozzájárul.

XIV. Lajos a nyilatkozatot egy ediktummal törvénnyé emelte és a parlamenttel az ország törvényei közé beiktatta.

### Későbbiek
1693-ban a gallikanizmus keresztülviteléről lemondott ugyan a király, XII. Ince pápának sikerült megegyezésre jutnia XIV. Lajossal, a francia papság alávetette magát a pápának, és felfüggesztették a korábban elfogadott propozíciókat. Magát a nyilatkozatot azonban nem vonták vissza, és a regalia-jog gyakorlása is megmaradt. A gallikán eszmék sem szűntek meg, hanem újra és újra erőre kaptak (például I. Napóleon alatt). 
A 19. században a pápai tévedhetetlenség dogmájának kihirdetése (I. vatikáni zsinat) szüntette meg a gallikanizmus elvi alapjait.